# Александър Несторов
Александър Делчев Несторов е български офицер, генерал-майор от кавалерията, офицер от Балканската (1912 – 1913) и Междусъюзническата война (1913), командир на ескадрон от 9-и конен полк през Първата световна война (1915 – 1918) и командир на 2-ра бърза дивизия (1936 – 1937).

## Биография
Александър Несторов е роден на 10 май 1890 г. в Русе, в семейството на подпоручика от 5-и пехотен дунавски полк Делчо Несторов. Постъпва във Военното на Негово Величество училище и завършва през 1910 г., като на 4 септември е произведен в чин подпоручик. Взема участие в Балканската (1912 – 1913) и Междусъюзническата война (1913) и на 5 август 1913 г. е произведен в чин поручик.
По време на Първата световна война (1915 – 1918) поручик Александър Несторов е командир на ескадрон от 9-и конен полк, за която служба през 1918 г. е награден с Военен орден „За храброст“, IV степен, 1-ви клас., която награда е потвърдена със заповед № 355 от 1921 г. по Министерството на войната. На 16 март 1917 г. е произведен в чин капитан.
На 12 август 1920 г. е произведен в чин майор. Служи във 2-ри жандармерийски конен полк и 10-и конен полк. Взема участие в потушаването на Септемврийското въстание като командир на Шуменския правителствен отряд. На 26 март 1925 г. е произведен в чин подполковник, през 1927 г. е назначен на служба в 4-ти конен полк, с Министерска заповед (МЗ) № 64 от 1930 г. е назначен за помощник-командир на полка, с МЗ № 47 от 1931 г. е назначен за командир на полка и на 6 май същата година е произведен в чин полковник.
През 1934 г. с МЗ № 107 полковник Несторов е назначен за началник на 2-ри пограничен сектор, след което с МЗ № 122 от същата година е преназначен на същата служба. Съгласно МЗ № 134 по-къс поема командването на 2-ра конна бригада, след което през 1935 г. съгласно МЗ № 70 командва 1-ва конна бригада. През 1936 г. съгласно МЗ № 353 е назначен за командир на 2-ра бърза дивизия. На 26 октомври 1937 г. е произведен в чин генерал-майор и съгласно Царска заповед № 41 от същата година е уволнен от служба.

## Семейство
Александър Нестовор е син на генерал-майор Делчо Несторов, женен е и има 1 дете.

## Военни звания
- Подпоручик (4 септември 1910)
- Поручик (5 август 1913)
- Капитан (16 март 1917)
- Майор (12 август 1920)
- Подполковник (26 март 1925)
- Полковник (6 май 1931)
- Генерал-майор (26 октомври 1937)

## Образование
- Военно на Негово Княжеско Височество училище (до 1910)